# مرت آواندی
مَرت آواندی (انگلیسی: Märt Avandi؛ زادهٔ ۲۶ فوریهٔ ۱۹۸۱) بازیگر اهل استونی است.
از فیلم‌ها یا برنامه‌های تلویزیونی که وی در آن نقش داشته‌است می‌توان به شمشیرباز اشاره کرد.